# Чемпионат Европы по современному пятиборью среди женщин 1999
VII Чемпионат Европы по современному пятиборью среди женщин 1999 года проводился в Тампере (Финляндия) с 3 по 6 июня.
Женская сборная России прибыла в Финляндию в следующем составе: чемпионка мира-97 Елизавета Суворова, чемпионка Европы-99 среди юниоров Татьяна Муратова, Марина Колонина (серебряный призёр Зимнего чемпионата России 1999 года) и чемпионка мира и Европы-96 и 97 среди юниоров в командном зачёте Ольга Короткова. Старший тренер команды — Алексей Олегович Хапланов.

## Лично-командное первенство
Победительницей в личном зачёте и обладательницей путёвки на Олимпийские игры в Сиднее стала белорусская спортсменка Жанна Шубенок. Наша сборная завоевала золото в командном первенстве. Жанна Шубенок (до замужества — Долгачева) стала двукратной чемпионкой Европы в личном первенстве. Свою первую золотую награду она завоевала на Чемпионате Европы в 1991 году выступая за сборную команду  СССР.
Чемпионат Европы. Женщины. Личное первенство.
| Место | Спортсмен          | Страна   | Сумма очков |
| ----- | ------------------ | -------- | ----------- |
| 1.    | Жана Шубинок       | Беларусь | 5250        |
| 2.    | Жанетт Мальм       | Швеция   | 5046        |
| 3.    | Федерика Фогетти   | Италия   | 5027        |
| 4.    | Жужа Ворош         | Венгрия  | 5014        |
| 5.    | Марина Колонина    | Россия   | 4939        |
| 6.    | Каролина Деламер   | Франция  | 4984        |
| 7.    | Елизавета Суворова | Россия   | 4973        |

### Командный зачёт
1. Россия (Марина Колонина, Татьяна Муратова, Елизавета Суворова) — 14813.
2. Великобритания — 14711.
3. Польша — 14511.

## Эстафета
В эстафете сборная России выступала в следующем составе: Елизавета Суворова, Ольга Короткова и Марина Колонина. К сожалению в борьбе за награды чемпионата российские пятиборки не смогли составить достойную конкуренцию командам Польши, Германии, Италии и финишировали лишь восьмыми. Главный тренер национальной сборной Алексей Хапланов в беседе с корреспондентом «СЭ» Еленой РЕНЖИНОЙ, в частности, сказал: «Если в плавании и беге наши девушки явно прибавили, то, например, результаты Суворовой и Колониной в фехтовании и стрельбе оставляют желать лучшего. Да и в целом команда выступила ниже своего уровня».
1.  Польша — 4742.
2.  Италия — 4648.
3.  Германия — 4584.
8.  Россия

## Итоговые результаты
| Дисциплина           | Золото                                                           | Серебро                                                   | Бронза                                              |
| Индивидуальный зачёт | Беларусь · Жанна Шубенок                                         | Швеция · Жанетт Мальм                                     | Италия · Федерика Фоджетти                          |
| Командный зачёт      | Россия · Елизавета Суворова · Татьяна Муратова · Марина Колонина | Великобритания · Кейт Алленби · Стефани Кук · Сайен Льюис | Польша · Паулина Боениц · Дорота Идзи · Анна Сулима |

| Дисциплина | Золото                                              | Серебро                                                      | Бронза                                                      |
| Эстафета   | Польша · Паулина Боениц · Дорота Идзи · Анна Сулима | Италия · Эмануэлла Габелла · Клаудиа Серутти · Фабиана Фарес | Германия · Ким Райснер · Тора Мейер-Эфланд · Сандра Шлюрике |